# دانه قناری کوهستانی
دانه قناری کوهستانی (نام علمی: Phalaris arundinacea) نام یک گونه از تیره گندمیان است.